# Anton Reckziegel

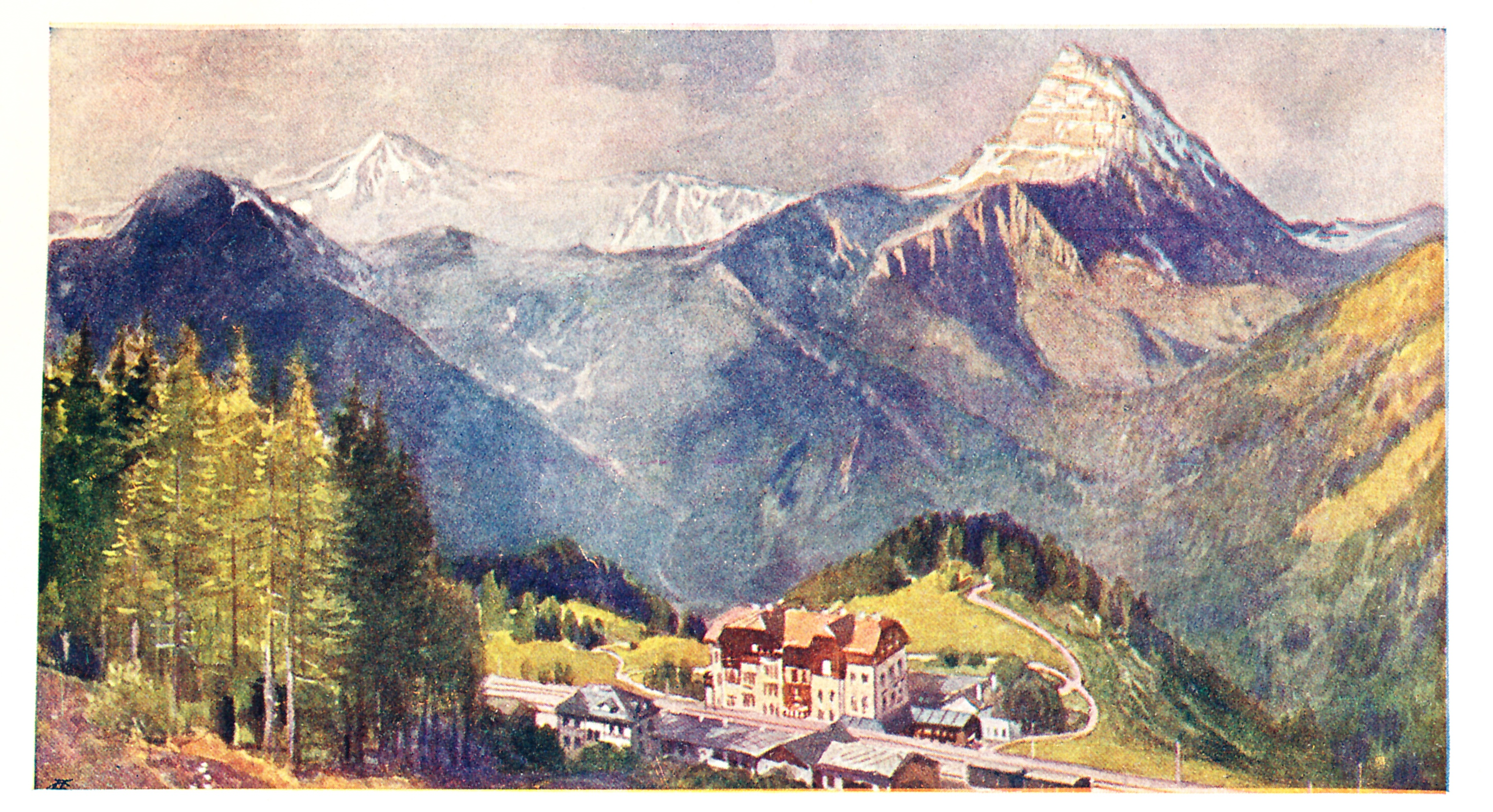
Gösing an der Mariazellerbahn von Anton Reckziegel

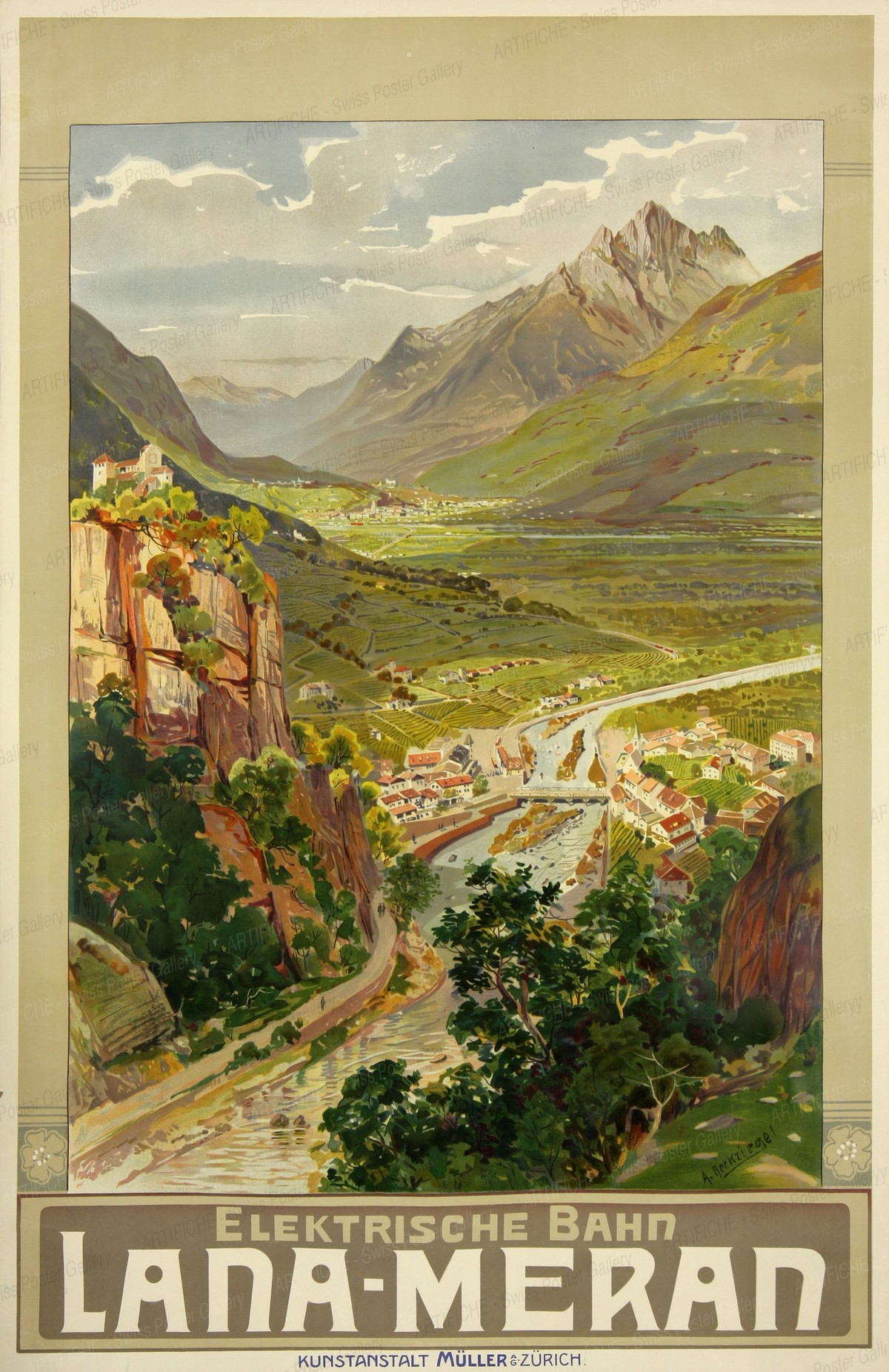
Reklameplakat für die Elektrische Bahn Lana-Meran aus dem Jahr 1906

Anton Reckziegel (* 27. Juli 1865 in Gablonz, Böhmen; † 20. Oktober 1936 in Mödling, Niederösterreich) war ein österreichischer Künstler.

## Leben
Anton Reckziegel bildete sich in Gablonz und an der Akademie Graz als Landschaftsmaler aus und arbeitete danach zwei Jahre lang in Wien als Kartograf. Ab 1892 wirkte er in der Schweiz, wo er zunächst für eine Plakatfirma in Aarau und danach für eine Druckerei in Bern arbeitete. Reckziegels Plakate „dominierten während zehn Jahren das schweizerische Tourismusplakat“. 1912 kehrte er nach Mödling zurück und arbeitete dort weiter als Landschaftsmaler.

## Ausstellung
- 2017: Anton Reckziegel (1865–1936) – Zurück in die Gegenwart, Alpines Museum der Schweiz, Bern.